# Glött
Glött er en kommune i Landkreis Dillingen an der Donau i Regierungsbezirks Schwaben i den tyske delstat Bayern, med godt 1.100 indbyggere. Den er en del af Verwaltungsgemeinschaft Holzheim. Glött ligger i Augsburg-regionen.